# Каратницький Роман
Роман Каратницький (1 квітня 1893, с. Григорів, нині Монастириська міська громада, Тернопільська область — 26 жовтня 1970, м. Прага, Чехословаччина) — хорунжий легіону УСС, поручник УГА, український громадський діяч у Чехословаччині. Брат четаря легіону УСС Івана Каратницького.

## Життєпис
Народився 1 квітня 1893 року в с. Григорів Бучацького повіту (тепер Монастириського р-ну Тернопільскої обл.) у сім'ї греко-католицького священника о. Володимира Каратницького (1862—1900 с. Григорів) та Ольги з роду де Шиллінг-Сінгалевичів (de Schilling-Siengalewicz). Брат четаря Легіону УСС Івана Каратницького.

### Австрійська армія
З початком Першої світової війни був покликаний у ряди австро-угорської армії, де воював у званні капрала у складі 5 запасної роти 24 пішого полку. У першій половині 1915 р. — поранений у верхню частину лівої руки та лікувався в 11-му запасному шпиталі Відня. Наслідки напевно цього поранення він проніс через усе життя; у чехословацьких документах вказано, що його ліва рука паралізована.

### УСС
Вступив до Легіону УСС, на 01 червня 1916 р. — підхорунжий у 7-мій сотні пор. Осипа Левицького. Згодом у Легіоні УСС підвищений у званні до хорунжого.

### УГА
У 1918 р. — активний учасник Листопадових боїв у Львові, комендант Гуцульської сотні у складі 1-го піхотного полку 1-ї бригади УСС Галицької армії. Розпорядженням Державного Серкретаріату ЗО УНР 1 березня 1919 р. був підвищений у званні до четаря, пізніше поручник. Пройшов з УГА всіма тернистими шляхами, був за р. Збруч. На інтернуванні в Чехословаччині перебував у Йозефівському таборі. Згадується в «Українському Скитальці» у складі робітничих сотень у Ружомберку та Жиліні (Чехословаччина, нині Словаччина).

### Після визвольних змагань
У 1922 р. поступив на навчання у Вищу економічну школу в Празі, де здобув фах інженера. Залишився в Чехословаччині де брав активну участь в українських організаціях: з 1928 р. — почесний член українського студентського братства «Запороже» у Празі, з 1935 р. був членом управи Товариства Музею визвольної боротьби України, член і Голова Товариства українських інженерів з осідком у Празі, з 1931 р. член Союзу чехословацьких інженерів.
З 1922 по 1942 рік мешкав у різних районах Праги та місті Ржевніце. 16 квітня 1930 року отримав громадянство Чехословацької Республіки, за документами якої носив ім'я Roman Karatnický.
Станом на 1926 рік працював клерком у Страховій компанії «Прага», у 1933 р. так само клерк, точне місце роботи не вказано.
19 квітня 1933 року Роман Каратницький на Жижкові у Празі побрався шлюбом з Міладою Бермановою 1904 року народження. 30 грудня 1934 р. у Празі народився син їх Іван Володимир (Ivan Vladimír Karatnický), названий на честь загиблого в Легіоні УСС брата.
Роман Каратницький відійшов у засвіти 26 жовтня 1970 р. і похований на цвинтарі Малвазінки (Malvazinky) у Празі.